# 阿部正義
阿部 正義（あべ ただよし、1973年2月24日 - ）は、新潟県出身の元騎手（地方・新潟所属）。

## 経歴
1987年10月3日の新潟第4競走アラ系4才B1・カツオーカ（7頭中7着）で初騎乗を果たすと、同18日の新潟第1競走アラ系3才ト・アリラレデイーで初勝利を挙げる 。
1996年にはラストヒットとのコンビで活躍し、上山の東北優駿では残り600mから先頭に立つが、直線では山田信大が騎乗するスターライフとの一騎打ちとなる。併せると渋太いスターライフから意識的に馬体を離して追うと、ゴール際で再度差し返しにきたスターライフをクビ差抑えて勝利。
県競馬随一の長身騎手として活躍し、1997年には榎伸彦・向山牧・森川一二三・渡辺正治と共に韓国の騎手交流競走『ニイガタジョッキーカップ』に出場。
1999年5月31日の新潟第2競走新潟メイシリーズ第1戦では12頭中10番人気のカゼノモンジロウに騎乗して勝利し、馬連630,630円の県競馬レコードを作った。
2001年12月31日の新潟第3競走3歳B2・ブレーンズが最後の勝利となり、県競馬最後の日となった2002年1月4日の第1競走3歳C1ロ・ミランシンガー（9頭中4着）が最後の騎乗となった。廃止に伴い、同年限りで現役を引退。

## 通算成績
- 地方 - 5408戦476勝 勝率8.8% 連対率18.0%

主な騎乗馬
- ラストヒット（1996年東北優駿）